# Valentin Lustig
Valentin Lustig (* 7. Oktober 1955 in Klausenburg, Rumänien) ist ein aus Siebenbürgen (Rumänien) stammender Künstler. Er lebt seit 1983 in der Schweiz. Seine Kunst reicht von naiv bis surrealistisch-phantastisch und enthält zahlreiche Anspielungen auf mythische und biblische Themen. Als Kind von Holocaustüberlebenden thematisiert Lustig auch das Schicksal des jüdischen Volkes. Doch dies kommt nicht explizit zum Ausdruck, da  er sich einer individuellen und symbolischen bis ins Groteske reichenden Bildersprache bedient, die verschiedene Deutungen zulässt.

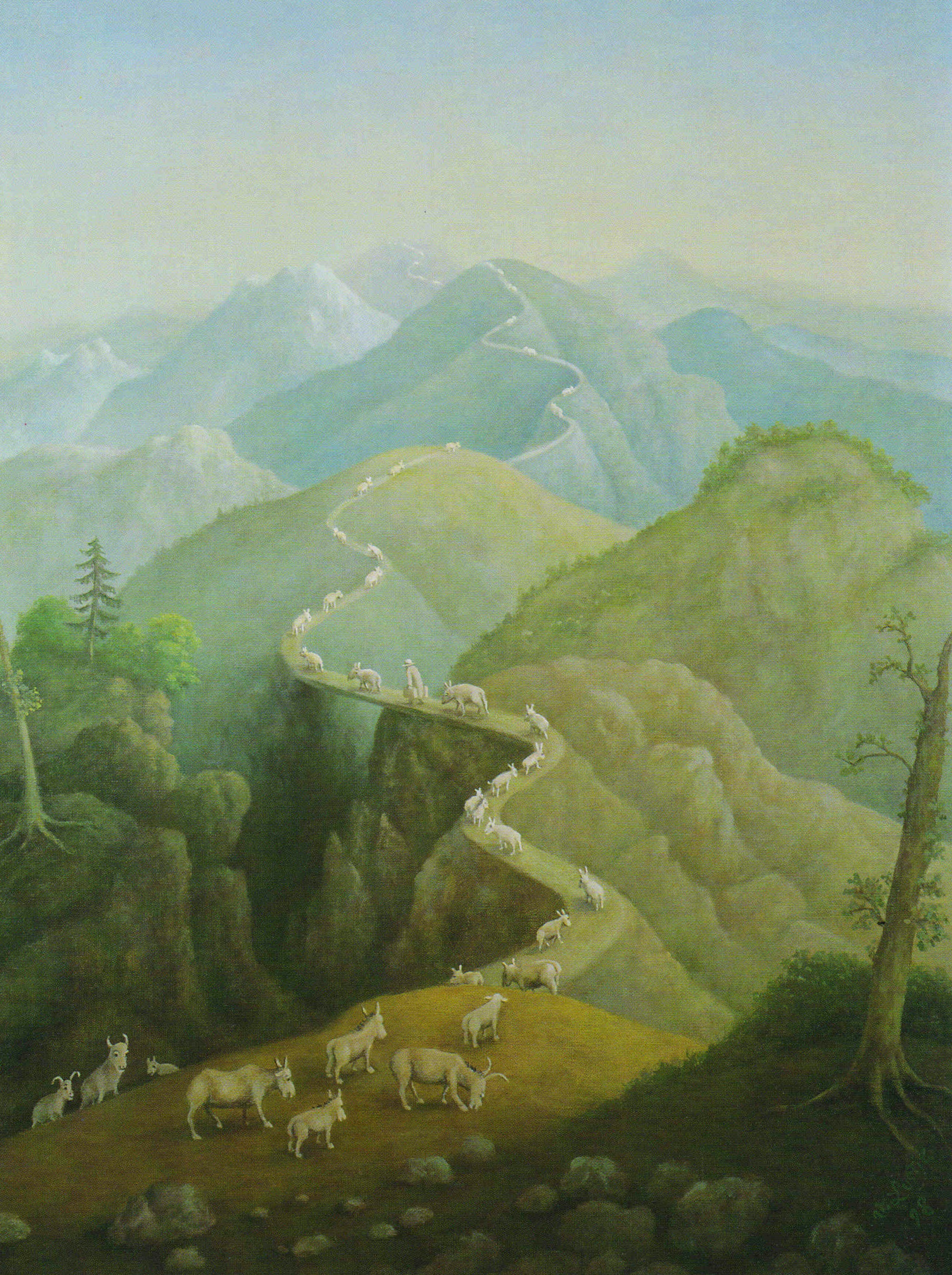
Der unendliche Alpaufzug, 110 × 80 cm, 1999

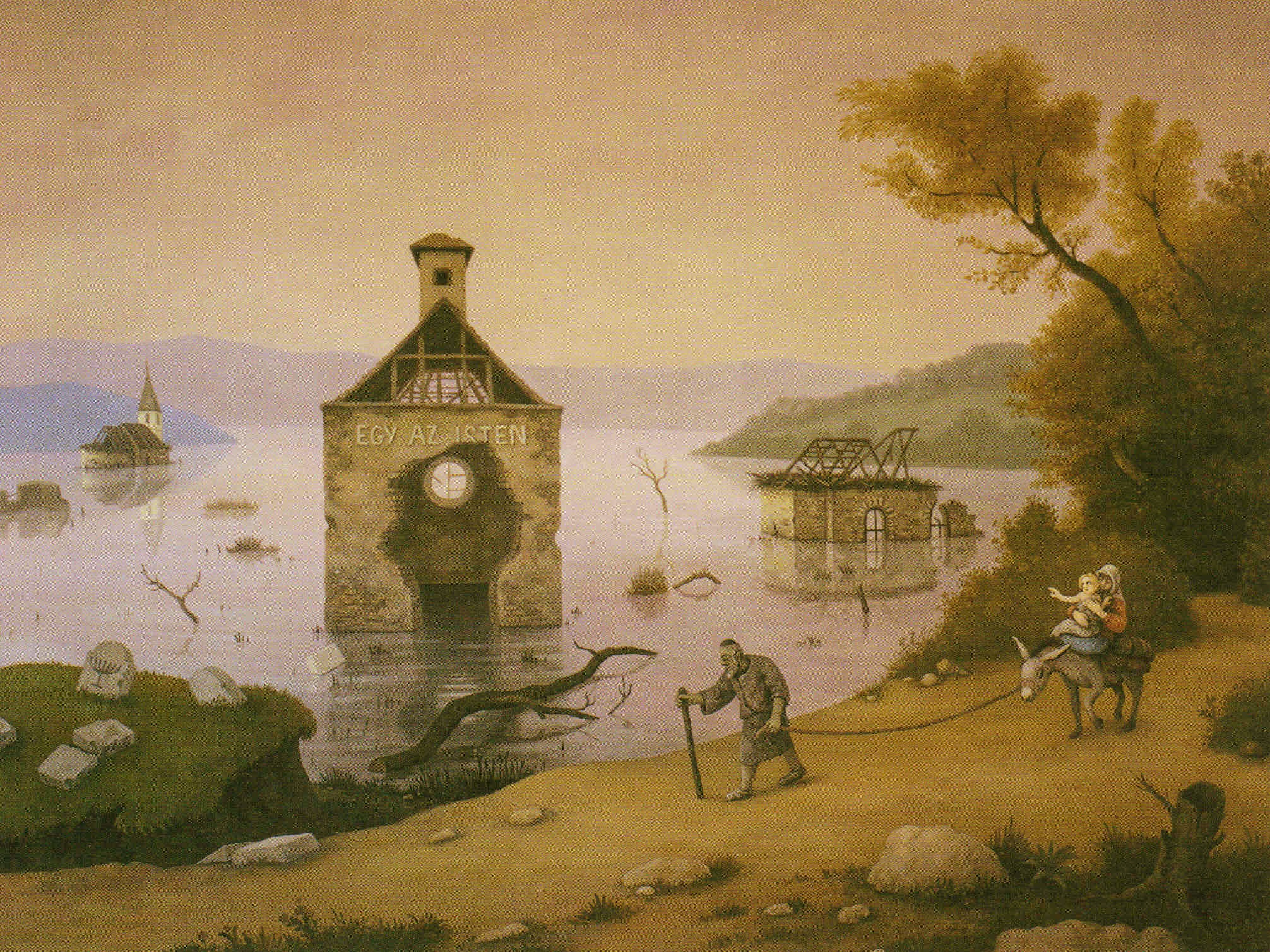
Landschaftsphantasie mit der Flucht nach Ägypten und den Ruinen von Bözödújfalu, 90 × 120 cm, 2004

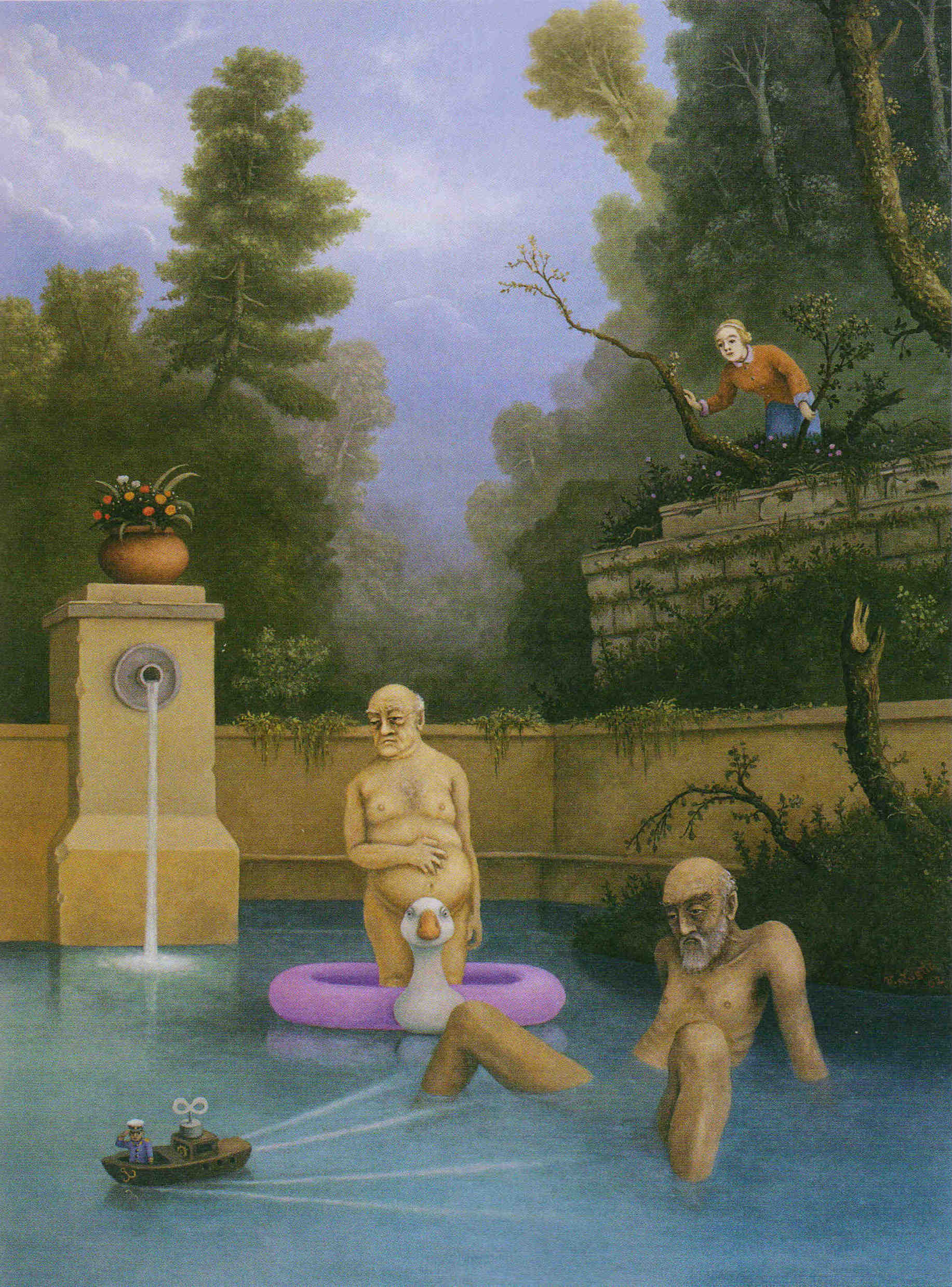
Susanne und die anderen zwei Alten, 120 × 90 cm, 2002

## Leben
Valentin Lustig wurde am 7. Oktober 1955 im siebenbürgischen Klausenburg in Rumänien geboren. 1974 emigrierte er mit seinen Eltern nach Israel. Von 1977 bis 1982 studierte er an der Kunstakademie in Florenz Malerei. Seit 1983 lebt er als Maler in Zürich. Anfang 1989 publizierte er im exilrumänischen Verlag Nord in Aarhus (Dänemark) den phantastisch-satirischen Roman Piramida lui Mulgăreanu (rumänisch für: Die Pyramide von Mulgăreanu). Hierin findet  eine polemische Auseinandersetzung mit der Ceaușescu-Diktatur in Rumänien statt. 
Sein siebenteiliger Gemäldezyklus Hoka-Néni wurde in den Jahren 2003–2004 im Frick-Museum in Pittsburgh, im Ernst-Museum in Budapest, im Institut Hongrois in Paris und im YU-Museum in New York ausgestellt.
In kreativer Zusammenarbeit mit dem Schweizer Schriftsteller Urs Widmer entstand das Buch Valentin Lustigs Pilgerreise, Bericht eines Spaziergangs durch 33 seiner Gemälde, das im Jahre 2008 im Diogenes Verlag Zürich herauskam.

## Ausstellungen
- 1994: Binz 39, Zürich; Galerie Pennarz (Alte Schule), Gundamsried; Pfaffenhofen (Deutschland)
- 1996: Galerie Stubnitz Kontor, Zürich
- 1997: Allmedia Productions, Zürich
- 1998: Hewlett Gallery, College of Fine Arts, Carnegie Mellon University, Pittsburgh (USA)
- 2003: The Frick Art & Historical Center, Pittsburgh, Pennsylvania (USA)
- 2004: Institut Hongrois de Paris, Paris
- 2004: Dorottya Gallery (Ernst Museum), Budapest (Ungarn)
- 2005: Lebewohlfabrik, Zürich
- 2006/2007: Yeshiva University Museum, New York City (USA)
- 2007: Cooperativo, Zürich
- 2008: Galerie Hauptmann und Kampa, Zürich

## Werkauswahl
- Piramida lui Mulgăreanu., Verlag Nord, Aarhus Dänemark, 1989, ISBN 87-88398-32-3.
- Gemälde 1997., Hrsg. Lustig/Allmedia Productions, Zürich, 1997.
- Die Schönheit besiegt die Zeit und umgekehrt. Hrsg. Lustig/Schuster, Zürich und Frankfurt am Main 1999.